# Coppa panamericana femminile di pallavolo 2006
La V Coppa panamericana femminile di pallavolo si è svolta dal 27 giugno all'8 luglio 2006 a San Juan, a Porto Rico. Al torneo hanno partecipato 12 squadre nazionali nordamericane e sudamericane e la vittoria finale è andata per la prima volta al Brasile, il quale si è qualificata di diritto al World Grand Prix 2007, insieme a Cuba, Repubblica Dominicana e Stati Uniti, rispettivamente prima, seconda e terza squadra nordamericana classificata.

## Squadre partecipanti
| - Argentina - Barbados - Brasile - Canada - Costa Rica - Cuba | - Messico - Perù - Porto Rico - Rep. Dominicana - Stati Uniti - Venezuela |

## Gironi
| Girone A                                                     | Girone B                                           |
| ------------------------------------------------------------ | -------------------------------------------------- |
| Brasile Canada Costa Rica Messico Porto Rico Rep. Dominicana | Argentina Barbados Cuba Perù Stati Uniti Venezuela |

## Fase finale

### Finali 1º e 3º posto
|  | Quarti          | Quarti          |         |                 | Semifinale  | Semifinale |  |  | Finale | Finale |
|  |                 |                 |         |                 |             |            |  |  |        |        |
|  |                 |                 |         |                 |             |            |  |  |        |        |
|  |                 |                 |         |                 |             |            |  |  |        |        |
|  | Rep. Dominicana | 3               |         |                 |             |            |  |  |        |        |
|  | Rep. Dominicana | 3               |         |                 |             |            |  |  |        |        |
|  | Perù            | 0               |         |                 |             |            |  |  |        |        |
|  | Perù            | 0               | Cuba    | 3               |             |            |  |  |        |        |
|  |                 |                 | Cuba    | 3               |             |            |  |  |        |        |
|  |                 | Rep. Dominicana | 1       |                 |             |            |  |  |        |        |
|  | -               | Rep. Dominicana | 1       | -               |             |            |  |  |        |        |
|  | -               |                 |         | -               |             |            |  |  |        |        |
|  | -               | -               |         |                 |             |            |  |  |        |        |
|  | -               | -               | Brasile | 3               |             |            |  |  |        |        |
|  |                 |                 | Brasile | 3               |             |            |  |  |        |        |
|  |                 | Cuba            | 1       |                 |             |            |  |  |        |        |
|  | Stati Uniti     | Cuba            | 1       | 3               |             |            |  |  |        |        |
|  | Stati Uniti     |                 |         | 3               |             |            |  |  |        |        |
|  | Porto Rico      | 2               |         |                 |             |            |  |  |        |        |
|  | Porto Rico      | 2               | Brasile | 3               | 3º posto    | 3º posto   |  |  |        |        |
|  |                 |                 | Brasile | 3               | 3º posto    | 3º posto   |  |  |        |        |
|  |                 | Stati Uniti     | 1       |                 |             |            |  |  |        |        |
|  | -               | Stati Uniti     | 1       | -               | Stati Uniti | 0          |  |  |        |        |
|  | -               |                 |         | -               | Stati Uniti | 0          |  |  |        |        |
|  | -               | -               |         | Rep. Dominicana | 3           |            |  |  |        |        |
|  | -               | -               |         |                 | 3           |            |  |  |        |        |
|  |                 |                 |         |                 |             |            |  |  |        |        |
|  |                 |                 |         |                 |             |            |  |  |        |        |

## Classifica finale
| Classifica | Squadre         | Qualificazione        |
| ---------- | --------------- | --------------------- |
|            | Brasile         | World Grand Prix 2007 |
|            | Cuba            | World Grand Prix 2007 |
|            | Rep. Dominicana | World Grand Prix 2007 |
| 4          | Stati Uniti     | World Grand Prix 2007 |
| 5          | Porto Rico      |                       |
| 6          | Perù            |                       |
| 7          | Canada          |                       |
| 8          | Venezuela       |                       |
| 9          | Messico         |                       |
| 10         | Argentina       |                       |
| 11         | Costa Rica      |                       |
| 12         | Barbados        |                       |